# 残夏
『残夏』（原題：今年夏天、英：Fish and Elephant）は、2001年製作の中国映画。
日本では、2002年第11回東京国際レズビアン&ゲイ映画祭（8月1日）で上映。中国初のレズビアン長編映画。

## キャスト
- 小群（シャオチュン）：潘怡（パン・イー）
- 小玲（シャオリン）：石頭（シートウ）
- 君君（チュンチュン）